# Santo Spirito Blues
Santo Spirito Blues je studiové album anglického zpěváka Chrise Rea, vydané v roce 2011 společností Rhino. V hitparádě UK Albums Chart se umístilo na třinácté příčce.

## Seznam skladeb
| Pořadí | Název                        | Délka |
| ------ | ---------------------------- | ----- |
| 1.     | Dancing My Blues Away        | 4:13  |
| 2.     | Rock and Roll Tonight        | 3:42  |
| 3.     | Never Tie Me Down            | 4:35  |
| 4.     | The Chance of Love           | 4:15  |
| 5.     | The Last Open Road           | 4:20  |
| 6.     | Electric Guitar              | 4:21  |
| 7.     | Money                        | 6:47  |
| 8.     | The Way She Moves            | 5:55  |
| 9.     | Dance with Me All Night Long | 6:03  |
| 10.    | Think Like A Woman           | 4:19  |
| 11.    | You Got Lucky                | 3:55  |
| 12.    | Lose My Heart In You         | 4:55  |
| 13.    | I Will Go On                 | 3:00  |